# Приднепровская ТЭС
Приднепровская ТЭС (ГРЭС) — тепловая электростанция в Самарском районе города Днепра (жилмассив Приднепровск) на левом берегу Днепра. На 2010 год входит в состав ПАО «ДТЭК Днепрэнерго», мощность электростанции составляет 1765 МВт.

## История
Постановлением Совета Министров СССР от 22 декабря 1950 года было принято решение о необходимости постройки ГРЭС. В 1951, на запад от казацкого села Чапли началось строительство ГРЭС, которая на момент её сооружения была самой мощной в бывшем СССР. Вместе с ГРЭС строился новый город Приднепровск на западе от Чаплей, который в 1977 г. будет включен в границы города Днепропетровска.
Возведение электростанции началось в 1952-м.
Первый энергоблок был запущен в конце 1954-го, а в 1956-м была достигнута  мощность 600 МВт.
25 ноября 1960 года после пуска энергоблока № 9 её мощность достигла 1 050 МВт.
В 1966 г. установлено 6 турбоагрегатов по 100 МВт, 4 по 150 и 4 по 300 МВт. ст. № 12 турбина К-300-240 ХТГЗ, зав. № 14003. Станция вышла на проектную мощность 2400 МВт.
В 1970-х гг. ежегодно вырабатывает 1500 МВт электроэнергии.
28 июля 2003 года Приднепровская ТЭС была внесена в перечень особо важных объектов электроэнергетики Украины, обеспечение охраны которых было возложено на ведомственную военизированную охрану во взаимодействии со специализированными подразделениями МВД Украины и иных центральных органов исполнительной власти.

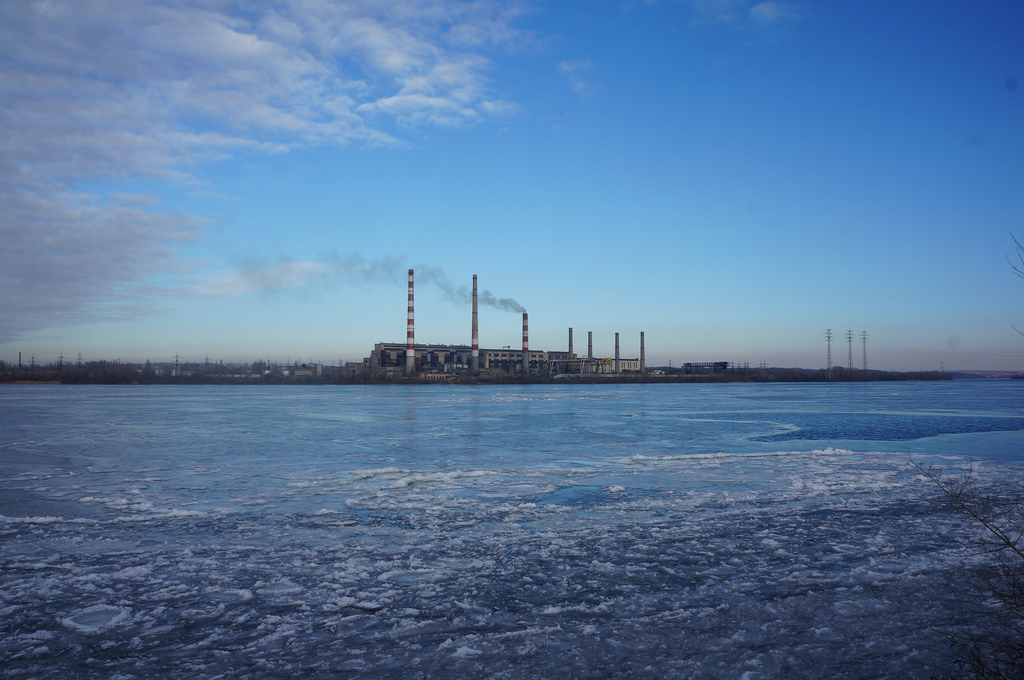
Панорама Приднепровской ТЭС (вид с правого берега Днепра)

В 2011 году на 9-м и 11-м энергоблоках станции поставили новые системы очистки дымовых газов: по данным «Комсомольской правды», станция поставляла 56 % загрязнений в воздух Днепропетровска, и такая мера позволила снизить выбросы на 5930 т/год.
7 июля 2014 года на базе ДТЭК Приднепровской ТЭС был создан сметный центр ДТЭК под руководством Папина Алексея Яковлевича
1 августа 2015 года в 00:50 на ДТЭК Приднепровской ТЭС из-за отсутствия топлива был остановлен последний остававшийся в работе энергоблок.
5 апреля 2017 года в полночь Приднепровская ТЭС полностью остановила работу по причине отсутствия угля антрацитовой группы.
В течение 2017—2018 четыре энергоблока были переоборудованы на уголь газовой группы, таким образом их работа больше не зависит от поставок импортного угля.
18 октября 2022 в ходе вторжения России в Украину по ТЭС был нанесён ракетный удар со стороны ВС РФ. В сооружении произошел пожар.